# アーリ
アーリ（イタリア語: Ari）は、イタリア共和国アブルッツォ州キエーティ県にある、人口約1,100人の基礎自治体（コムーネ）。

## 地理

### 位置・広がり

#### 隣接コムーネ
隣接するコムーネは以下の通り。
- カノーザ・サンニータ
- フィレット
- ジュリアーノ・テアティーノ
- ミリアーニコ
- オルソーニャ
- ヴァクリ
- ヴィッラマーニャ

## 行政

### 分離集落
アーリには、以下の分離集落（フラツィオーネ）がある。
- Curci, Foro, Pianagrande, San Antonio, San Pietro, Santa Maria, Turrimarchi